# FIS Sommer Ladies Tournee 2005
FIS Sommer Ladies Tournee 2005 (niem. 5. FIS Ladies Sommer Grand-Prix) – piąta edycja FIS Sommer Ladies Tournee, przeprowadzona w sezonie 2005/2006 na skoczniach w Austrii i Niemczech.
Turniej rozpoczął się 7 sierpnia 2005 zawodami na skoczni w Bischofshofen. Dwa dni później odbył się drugi konkurs na skoczni w Klingenthal, a 11 sierpnia rozegrano trzecie zmagania na skoczni w Pöhli. Wszystkie te zawody były zmaganiami indywidualnymi. 13 sierpnia odbył się konkurs drużynowy w Meinerzhagen, a dzień później turniej został zakończony konkursem indywidualnym.
Pierwszy konkurs wygrała Line Jahr, a następny Katie Willis. Trzecie zmagania wygrała Anette Sagen. Czwarty konkurs – drużynowy wygrała reprezentacja Stanów Zjednoczonych w składzie: Lindsey Van, Jessica Jerome, Brenna Ellis, Abby Hughes. Ostatni konkurs wygrała Anette Sagen, która po raz drugi została zwyciężczynią w piątej edycji turnieju, a także zdobyła najwięcej punktów w klasyfikacji łącznej FIS Sommer Ladies Tournee. Na drugim stopniu podium w generalnej klasyfikacji turnieju stanęła Jessica Jerome, a na trzecim – Line Jahr.
W cyklu wystartowało łącznie 41 zawodniczek z dziewięciu narodowych reprezentacji.

## Przed FIS Ladies Grand Prix

### Organizacja
Za Organizację pierwszego konkursu, który odbyły się w Bischofshofen, odpowiedzialny był miejscowy klub SC Bischofshofen. Kolejny konkurs, który przeprowadzono w Klingenthal, odbył się dzięki klubowi narciarskiemu – VSC Klingenthal. Organizatorem trzeciego z konkursów, który odbył się w Pöhli, był klub narciarski SV Fortuna Pöhla e.V.. Organizatorem przedostatniego i ostatniego z konkursów, które odbyły się w Meinerzhagen, był lokalny klub narciarski Ski-Klub Meinerzhagen 1911 e.V..

### Tło
Do 1998 roku Międzynarodowa Federacja Narciarska nie organizowała żadnych konkursów kobiecych. Zdarzało się jednak, że skoczkinie startowały w roli przedskoczków w zawodach mężczyzn lub występowały jako zawodniczki, ale nie były klasyfikowane. W styczniu 1998 w Sankt Moritz odbyły się nieoficjalne mistrzostwa świata juniorek, które są uznawane za pierwsze międzynarodowe zawody kobiece. W marcu tego samego roku odbyły się natomiast pierwsze seniorskie zawody kobiet pod egidą Międzynarodowej Federacji Narciarskiej – dwa konkursy Pucharu Kontynentalnego w Schönwaldzie. W kolejnym sezonie po raz pierwszy zorganizowano FIS Ladies Grand Tournee, będący pierwszym międzynarodowym cyklem zawodów kobiet, rozgrywanym przez Międzynarodową Federację Narciarską. W sezonie 2005/2006 cykl został wcielony jako część Pucharu Kontynentalnego.
Spośród zawodniczek startujących w FIS Sommer Ladies Tournee w 2005 roku, trzydzieści dwie brały udział w poprzedniej – czwartej edycji turnieju. Wśród zawodniczek sklasyfikowanych w pierwszej dwudziestce poprzedniej edycji, na stracie zabrakło Niemek: jedenastej Jenny Mohr i szesnastej Cariny Hils oraz dwunastej Norweżki Henriette Smeby. Na starcie zabrakło także Austriaczek: m.in. pierwszej w zeszłym roku Evy Ganster, która zakończyła karierę oraz trzeciej Danieli Iraschko i siódmej Tanji Drage, które zmagały się z kontuzjami więzadeł. Zwyciężczynią FIS Sommer Ladies Tournee 2004 była Eva Ganster przed Lindsey Van i Danielą Iraschko.
W poprzednich edycjach turnieju dwukrotnie zwyciężała Daniela Iraschko (2001, 2002), a po razie wygrały Norweżka Anette Sagen (2003) i Austriaczka Eva Ganster (2004), która także dwukrotnie (2001 i 2002) stawała na drugim stopniu podium. Dwa razy w pierwszej trójce plasowała się Japonka Ayumi Watase – trzecia w 2001 i 2003 roku. 
W okresie zimowym organizowany był turniej FIS Ladies Grand Prix rozgrywany według tych samych zasad co FSLT. Czterokrotnie zwyciężała Daniela Iraschko (2000, 2001, 2002, 2005), Eva Ganster czterokrotnie stawała na podium (2000, 2001, 2003, 2004). Anette Sagen w 2002 roku była druga, a w 2003 i przedostatniej edycji uplasowała się na pierwszej pozycji. W ostatnich trzech edycjach na podium stawała także Lindsey Van, trzecia w 2003 roku oraz druga w 2004 i 2005 roku.

## Zasady
Zasady obowiązujące w FIS Sommer Ladies Tournee są takie same jak podczas zawodów Pucharu Świata czy Pucharu Kontynentalnego.
Do klasyfikacji generalnej FIS Sommer Ladies Tournee zaliczane były noty punktowe zdobyte przez zawodniczki podczas konkursów.
Skoki oceniane były w taki sam sposób jak podczas zawodów Pucharu Świata czy Pucharu Kontynentalnego. Za osiągnięcie odległości równej punktowi konstrukcyjnemu zawodniczka otrzymywała 60 punktów. Za każdy dodatkowy metr uzyskiwała dodatkowo 2 punkty, analogicznie za każdy metr poniżej punktu K minus 2 punkty. Ponadto styl skoku i lądowania podlegał ocenie przez pięciu sędziów wybranych przez FIS, którzy mogli przyznać maksymalnie po 20 punktów. Dwie skrajne noty (najwyższa i najniższa) nie były wliczane do noty końcowej.

## Skocznie
Konkursy FIS Sommer Ladies Tournee w 2005 roku przeprowadzone zostały na czterech skoczniach narciarskich – trzech średnich: Laideregg-Schanze w Bischofshofen, Pöhlbachschanze w Pöhli oraz Meinhardus-Schanze w Meinerzhagen oraz normalnej Vogtlandschanze w Klingenthal.
|  | Nazwa skoczni      | Miejscowość   | Punkt K | Punkt jury | Rekord skoczni | Rekord skoczni                                              | Rekord skoczni        |
|  | ------------------ | ------------- | ------- | ---------- | -------------- | ----------------------------------------------------------- | --------------------- |
|  | Laideregg-Schanze  | Bischofshofen | K-65    | 78,0 m     | 74,5 m         | Michael Gruber                                              | 2004                  |
|  | Vogtlandschanze    | Klingenthal   | K-80    | 85,0 m     | 86,0 m         | Marcus Schneider Maxime Laheurte Dejan Plevnik Eric Frenzel | 23.01.1998 18.01.2004 |
|  | Pöhlbachschanze    | Pöhla         | K-60    | 65,0 m     | 68,5 m         | Dirk Else                                                   | 2001                  |
|  | Meinhardus-Schanze | Meinerzhagen  | K-62    | 68,0 m     | 68,5 m         | Daniela Iraschko                                            | 15.08.2004            |

## Jury
Głównymi dyrektorami konkursów w ramach FIS Sommer Ladies Tournee byli kolejno: w pierwszym Johann Pichler, w drugim Andreas Hille, w trzecim konkursie – Günter Beck, a w czwartym i piątym – Manfred Bachmann.
Sędzią technicznym podczas pierwszego konkursu w Bischofshofen był Austriak Thomas Klauser, a jego asystentem – Edgar Ganster. Podczas drugiego i trzeciego konkursu w Klingenthal i Pöhli oraz na zawodach na skoczni Meinhardus-Schanzen sędzią technicznym był Czech Dalibor Motejlek, a jego asystentem – Edgar Ganster.
W poniższej tabeli znajduje się zestawienie wszystkich sędziów, którzy oceniali styl skoków podczas konkursów FIS Sommer Ladies Tournee 2005 wraz z zajmowanymi przez nich miejscami na wieży sędziowskiej.
| Sędzia              | Kraj    | Stanowisko na wieży sędziowskiej | Stanowisko na wieży sędziowskiej | Stanowisko na wieży sędziowskiej | Stanowisko na wieży sędziowskiej | Stanowisko na wieży sędziowskiej | Stanowisko na wieży sędziowskiej |
| Sędzia              | Kraj    | Bischofshofen                    | Klingenthal                      | Pöhla                            | Meinerzhagen                     | Meinerzhagen                     |                                  |
| ------------------- | ------- | -------------------------------- | -------------------------------- | -------------------------------- | -------------------------------- | -------------------------------- | -------------------------------- |
| Johann Bachmayer    | Austria | B                                | –                                | –                                | –                                | –                                |                                  |
| Michal Bartoš       | Czechy  | –                                | C                                | C                                | E                                | E                                |                                  |
| Claudia Denifl      | Austria | C                                | –                                | –                                | –                                | –                                |                                  |
| Günther Frettlöh    | Niemcy  | –                                | –                                | –                                | D                                | C                                |                                  |
| Angelika Göbel      | Niemcy  | –                                | –                                | –                                | A                                | D                                |                                  |
| Thomas Hasslberger  | Niemcy  | D                                | –                                | –                                | –                                | –                                |                                  |
| Bernd Heß           | Niemcy  | –                                | A                                | –                                | –                                | –                                |                                  |
| Mirko Hünefeld      | Niemcy  | –                                | –                                | A                                | –                                | –                                |                                  |
| Stephan Klein       | Niemcy  | –                                | –                                | –                                | C                                | A                                |                                  |
| Sebastian Linsinger | Austria | A                                | –                                | –                                | –                                | –                                |                                  |
| Michael Lorenz      | Niemcy  | –                                | –                                | E                                | –                                | –                                |                                  |
| Rüdiger Münch       | Niemcy  | –                                | D                                | –                                | –                                | –                                |                                  |
| Wolfgang Patzina    | Niemcy  | –                                | –                                | –                                | B                                | B                                |                                  |
| Günter Riedel       | Niemcy  | –                                | –                                | D                                | –                                | –                                |                                  |
| Wolfgang Schedewey  | Niemcy  | –                                | E                                | B                                | –                                | –                                |                                  |
| Manfred Schnetzer   | Austria | E                                | –                                | –                                | –                                | –                                |                                  |
| Jürgen Thomas       | Niemcy  | –                                | B                                | –                                | –                                | –                                |                                  |

## Podia

### Podium klasyfikacji łącznej
| Zawodniczka    | Bischofshofen | Bischofshofen | Bischofshofen | Klingenthal | Klingenthal | Klingenthal | Pöhla  | Pöhla  | Pöhla | Meinerzhagen | Meinerzhagen | Meinerzhagen | Nota łączna | Strata |
| Zawodniczka    | Skok 1        | Skok 2        | Nota          | Skok 1      | Skok 2      | Nota        | Skok 1 | Skok 2 | Nota  | Skok 1       | Skok 2       | Nota         | Nota łączna | Strata |
| -------------- | ------------- | ------------- | ------------- | ----------- | ----------- | ----------- | ------ | ------ | ----- | ------------ | ------------ | ------------ | ----------- | ------ |
| Anette Sagen   | 68,0 m        | 70,0 m        | 251,7         | 78,5 m      | 78,0 m      | 213,0       | 62,5 m | 63,5 m | 236,4 | 65,5 m       | 67,0 m       | 248,9        | 950,0       | –      |
| Jessica Jerome | 69,5 m        | 67,0 m        | 245,6         | 74,5 m      | 78,0 m      | 211,5       | 60,5 m | 62,5 m | 233,2 | 64,5 m       | 64,0 m       | 235,8        | 926,1       | 23,9   |
| Line Jahr      | 69,0 m        | 68,5 m        | 252,5         | 74,5 m      | 79,5 m      | 208,5       | 60,5 m | 62,5 m | 233,3 | 61,5 m       | 62,0 m       | 224,8        | 919,1       | 30,9   |

### Podia konkursów indywidualnych

#### Bischofshofen (07.08.2005)
| Miejsce | Imię i nazwisko | Skok 1           | Skok 2           | Noty za styl                                                      | Nota łączna | Strata  |
| ------- | --------------- | ---------------- | ---------------- | ----------------------------------------------------------------- | ----------- | ------- |
| 1.      | Line Jahr       | 69,0 m 126,6 pkt | 68,5 m 125,9 pkt | 18,5 • 19,0 • 19,0 • 19,0 • 19,0 19,0 • 19,5 • 19,5 • 19,0 • 19,0 | 252,5 pkt   | –       |
| 2.      | Anette Sagen    | 68,0 m 122,7 pkt | 70,0 m 129,0 pkt | 18,5 • 18,5 • 19,0 • 18,5 • 18,5 19,0 • 19,0 • 19,0 • 19,0 • 19,0 | 251,7 pkt   | 0,8 pkt |
| 3.      | Jessica Jerome  | 69,5 m 125,3 pkt | 67,0 m 120,3 pkt | 18,0 • 18,5 • 18,5 • 18,0 • 18,0 18,5 • 18,5 • 18,5 • 18,5 • 18,5 | 245,6 pkt   | 6,9 pkt |

#### Klingenthal (09.08.2005)
| Miejsce | Imię i nazwisko | Skok 1           | Skok 2           | Noty za styl                                                      | Nota łączna | Strata  |
| ------- | --------------- | ---------------- | ---------------- | ----------------------------------------------------------------- | ----------- | ------- |
| 1.      | Katie Willis    | 78,0 m 108,5 pkt | 80,0 m 109,5 pkt | 17,0 • 17,5 • 17,5 • 17,5 • 17,5 16,5 • 16,5 • 16,5 • 16,5 • 16,5 | 218,0 pkt   | –       |
| 2.      | Anette Sagen    | 78,5 m 107,5 pkt | 78,0 m 105,5 pkt | 16,5 • 18,0 • 17,0 • 17,0 • 16,5 16,5 • 16,5 • 17,0 • 16,5 • 16,5 | 213,0 pkt   | 5,0 pkt |
| 3.      | Jessica Jerome  | 74,5 m 100,5 pkt | 78,5 m 111,0 pkt | 17,0 • 17,0 • 17,5 • 17,0 • 17,5 18,0 • 18,0 • 18,0 • 17,5 • 18,0 | 211,5 pkt   | 6,5 pkt |

#### Pöhla (11.08.2005)
| Miejsce | Imię i nazwisko | Skok 1           | Skok 2           | Noty za styl                                                      | Nota łączna | Strata  |
| ------- | --------------- | ---------------- | ---------------- | ----------------------------------------------------------------- | ----------- | ------- |
| 1.      | Anette Sagen    | 62,5 m 117,0 pkt | 63,5 m 119,4 pkt | 17,0 • 17,0 • 17,0 • 16,5 • 17,0 17,0 • 16,5 • 17,0 • 17,0 • 17,0 | 236,4 pkt   | –       |
| 2.      | Line Jahr       | 60,5 m 115,2 pkt | 61,5 m 118,1 pkt | 18,0 • 18,5 • 18,0 • 18,0 • 18,0 • 18,0 • 18,0 • 18,5 • 18,5      | 233,3 pkt   | 3,1 pkt |
| 3.      | Jessica Jerome  | 60,5 m 114,7 pkt | 62,5 m 118,5 pkt | 18,0 • 18,0 • 17,5 • 17,5 • 18,5 17,5 • 17,5 • 17,5 • 18,0 • 17,5 | 233,2 pkt   | 3,2 pkt |

#### Meinerzhagen (14.08.2005)
| Miejsce | Imię i nazwisko | Skok 1           | Skok 2           | Noty za styl                                                      | Nota łączna | Strata  |
| ------- | --------------- | ---------------- | ---------------- | ----------------------------------------------------------------- | ----------- | ------- |
| 1.      | Anette Sagen    | 65,5 m 122,9 pkt | 67,0 m 126,0 pkt | 18,5 • 19,0 • 18,0 • 17,5 • 18,0 18,0 • 18,0 • 18,0 • 18,0 • 18,0 | 248,9 pkt   | –       |
| 2.      | Lisa Demetz     | 65,0 m 122,7 pkt | 65,5 m 121,4 pkt | 18,5 • 18,5 • 18,5 • 19,0 • 18,0 17,5 • 17,5 • 18,0 • 18,0 • 17,5 | 244,1 pkt   | 4,8 pkt |
| 3.      | Lindsey Van     | 64,0 m 119,8 pkt | 65,5 m 123,9 pkt | 18,5 • 18,0 • 18,0 • 18,5 • 18,5 18,5 • 18,5 • 18,0 • 18,5 • 18,5 | 243,7 pkt   | 5,2 pkt |

### Podia konkursów drużynowych

#### Meinerzhagen (13.08.2005)
| Miejsce | Reprezentacja     | Imię i nazwisko  | Skok 1 | Skok 2 | Noty za styl | Nota zawodnika | Nota drużyny | Strata   |
| ------- | ----------------- | ---------------- | ------ | ------ | ------------ | -------------- | ------------ | -------- |
| 1.      | Stany Zjednoczone | Lindsey Van      | b.d.   | b.d.   | b.d.         | 240,3 pkt      | 908,4 pkt    | –        |
| 1.      | Stany Zjednoczone | Jessica Jerome   | b.d.   | b.d.   | b.d.         | 236,0 pkt      | 908,4 pkt    | –        |
| 1.      | Stany Zjednoczone | Brenna Ellis     | b.d.   | b.d.   | b.d.         | 218,0 pkt      | 908,4 pkt    | –        |
| 1.      | Stany Zjednoczone | Abby Hughes      | b.d.   | b.d.   | b.d.         | 214,1 pkt      | 908,4 pkt    | –        |
| 2.      | Słowenia          | Maja Vtič        | b.d.   | b.d.   | b.d.         | 225,0 pkt      | 860,3 pkt    | 48,1 pkt |
| 2.      | Słowenia          | Eva Logar        | b.d.   | b.d.   | b.d.         | 217,7 pkt      | 860,3 pkt    | 48,1 pkt |
| 2.      | Słowenia          | Monika Pogladič  | b.d.   | b.d.   | b.d.         | 213,2 pkt      | 860,3 pkt    | 48,1 pkt |
| 2.      | Słowenia          | Katja Požun      | b.d.   | b.d.   | b.d.         | 204,4 pkt      | 860,3 pkt    | 48,1 pkt |
| 3.      | Niemcy I          | Lisa Rexhäuser   | b.d.   | b.d.   | b.d.         | 221,0 pkt      | 841,9 pkt    | 66,5 pkt |
| 3.      | Niemcy I          | Melanie Faißt    | b.d.   | b.d.   | b.d.         | 217,4 pkt      | 841,9 pkt    | 66,5 pkt |
| 3.      | Niemcy I          | Juliane Seyfarth | b.d.   | b.d.   | b.d.         | 215,7 pkt      | 841,9 pkt    | 66,5 pkt |
| 3.      | Niemcy I          | Kristin Schmidt  | b.d.   | b.d.   | b.d.         | 187,8 pkt      | 841,9 pkt    | 66,5 pkt |

## Przebieg zawodów

### Bischofshofen

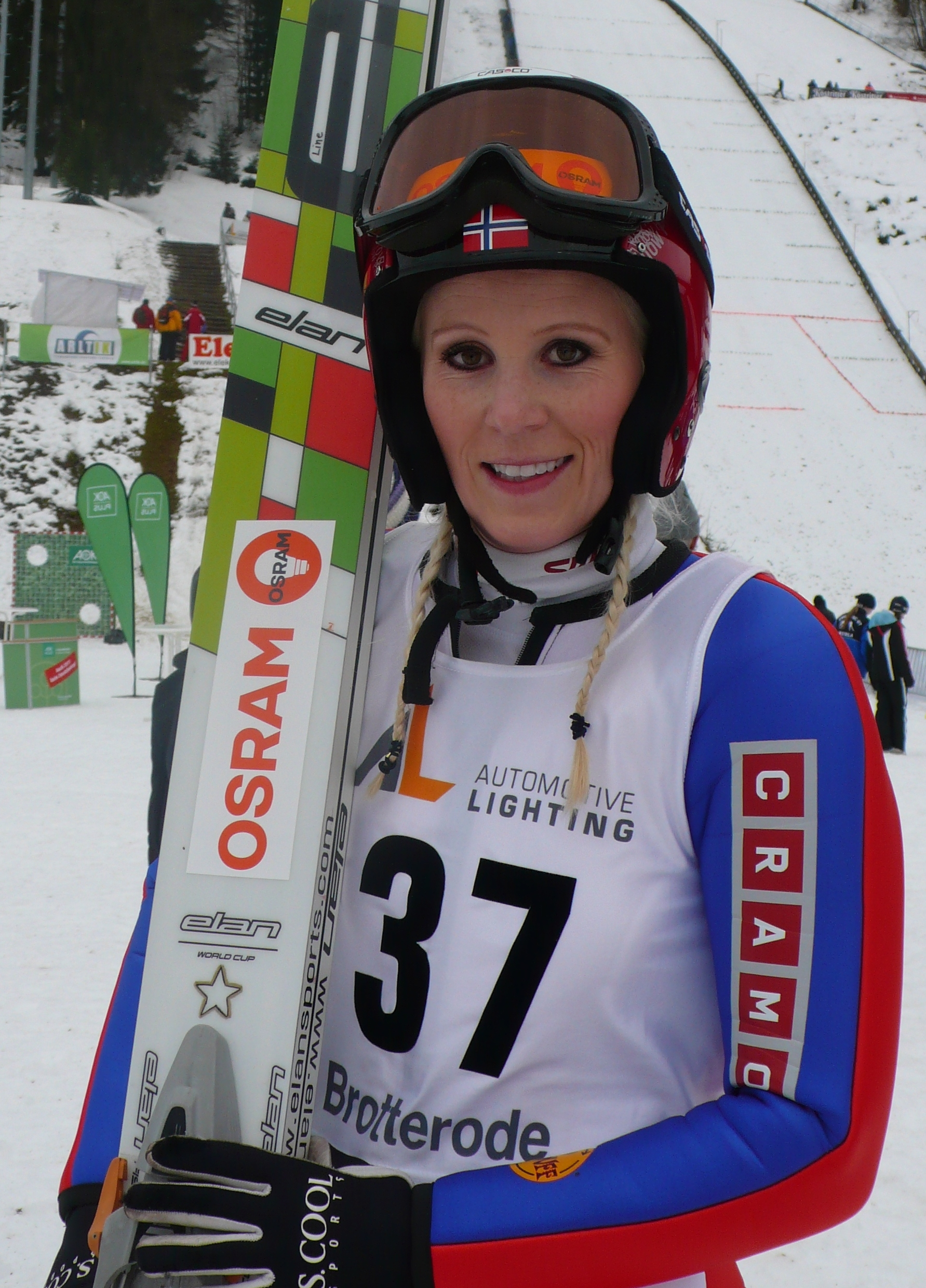
Line Jahr – zwyciężczyni pierwszego konkursu indywidualnego w Bischofshofen, druga zawodniczka konkursu w Pöhli oraz trzecia zawodniczka klasyfikacji generalnej turnieju

Pierwszy z konkursów przeprowadzony w ramach FIS Sommer Ladies Tournee 2005 odbył się na obiekcie średnim w Bischofshofen. Wystartowało w nim trzydzieści zawodniczek. W pierwszej serii sześciu zawodniczkom udało się uzyskać odległość równą co najmniej punktowi konstrukcyjnemu, umieszczonemu na 65 metrze. Najdalej skoczyła Jessica Jerome (69,5 m), jednak nieco lepsze noty za styl uzyskała Line Jahr, która uzyskała o pół metra gorszą odległość niż Amerykanka. Trzecią odległość serii uzyskały Anette Sagen i Maja Vtič (68,0 m), przy czym Słowenka uzyskała lepsze noty za styl, dzięki czemu uplasowała się na trzecim miejscu po pierwszej serii, z przewagą 1,5 punktu nad Norweżką. Liderką po pierwszej serii była Line Jahr, przed Jessicą Jerome.
W serii finałowej siedem skoczkiń osiągnęło odległość powyżej punktu konstrukcyjnego. Najdalej w drugiej serii lądowała Anette Sagen, która uzyskała 70,0 metrów, uzyskując tym samym najlepszą notę za skok w drugiej serii konkursu. Podobnie jak w pierwszej serii również Line Jahr (68,5 m), Jessica Jerome (67,0 m), Lindsey Van (67,0 m) i Maja Vtič (65,5 m) uzyskały odległości powyżej 65 m. Zwyciężczynią konkursu została Jahr, z przewagą 0,8 punktów nad Sagen i 6,9 nad Jerome.
W drugiej serii zawodów została zdyskwalifikowana Włoszka Elena Runggaldier.

#### Wyniki zawodów (07.08.2005)
| 1.  | Line Jahr                  | Norwegia          | 69,0 | 126,6 | 68,5 | 125,9 | 252,5 |
| 2.  | Anette Sagen               | Norwegia          | 68,0 | 122,7 | 70,0 | 129,0 | 251,7 |
| 3.  | Jessica Jerome             | Stany Zjednoczone | 69,5 | 125,3 | 67,0 | 120,3 | 245,6 |
| 4.  | Lindsey Van                | Stany Zjednoczone | 67,0 | 120,8 | 67,0 | 120,8 | 241,6 |
| 5.  | Maja Vtič                  | Słowenia          | 68,0 | 124,2 | 65,5 | 116,7 | 240,9 |
| 6.  | Yoshiko Kasai              | Japonia           | 63,5 | 111,9 | 65,0 | 116,0 | 227,9 |
| 7.  | Abby Hughes                | Stany Zjednoczone | 64,5 | 112,8 | 65,0 | 115,0 | 227,8 |
| 8.  | Juliane Seyfarth           | Niemcy            | 65,5 | 116,7 | 62,5 | 108,0 | 224,7 |
| 9.  | Katie Willis               | Kanada            | 62,5 | 108,0 | 64,0 | 111,6 | 219,6 |
| 10. | Melanie Faißt              | Niemcy            | 61,5 | 103,6 | 64,5 | 112,8 | 216,4 |
| 11. | Vladěna Pustková           | Czechy            | 61,5 | 102,1 | 64,5 | 113,3 | 215,4 |
| 12. | Jacqueline Seifriedsberger | Austria           | 61,5 | 107,1 | 60,5 | 105,2 | 212,3 |
| 13. | Lisa Demetz                | Włochy            | 61,5 | 105,6 | 60,5 | 103,2 | 208,8 |
| 14. | Alissa Johnson             | Stany Zjednoczone | 61,0 | 103,9 | 61,0 | 103,4 | 207,3 |
| 15. | Kristin Schmidt            | Niemcy            | 59,0 | 96,6  | 62,5 | 107,5 | 204,1 |
| 16. | Eva Logar                  | Słowenia          | 57,0 | 91,8  | 62,0 | 106,8 | 198,6 |
| 17. | Brenna Ellis               | Stany Zjednoczone | 57,5 | 94,5  | 61,0 | 103,4 | 197,9 |
| 18. | Monika Pogladič            | Słowenia          | 57,5 | 95,5  | 59,0 | 99,1  | 194,6 |
| 19. | Anja Tepeš                 | Słowenia          | 57,5 | 93,0  | 57,5 | 93,0  | 186,0 |
| 20. | Magdalena Schnurr          | Niemcy            | 56,5 | 92,1  | 56,5 | 92,1  | 184,2 |
| 21. | Verena Pock                | Austria           | 55,5 | 87,2  | 57,0 | 91,8  | 179,0 |
| 22. | Katja Požun                | Słowenia          | 57,0 | 86,3  | 57,5 | 90,0  | 176,3 |
| 23. | Stefanie Krieg             | Niemcy            | 53,5 | 81,9  | 58,0 | 94,2  | 176,1 |
| 24. | Lisa Rexhäuser             | Niemcy            | 55,0 | 84,0  | 57,0 | 91,8  | 175,8 |
| 25. | Atsuko Tanaka              | Kanada            | 53,5 | 83,4  | 55,5 | 88,2  | 171,6 |
| 26. | Avery Ardovino             | Stany Zjednoczone | 56,0 | 83,9  | 56,5 | 87,1  | 171,0 |
| 27. | Roberta D’Agostina         | Włochy            | 54,5 | 85,8  | 53,0 | 82,2  | 168,0 |
| 28. | Katrin Stefaner            | Austria           | 52,5 | 79,5  | 53,0 | 81,2  | 160,7 |
| 29. | Barbara Stuffer            | Włochy            | 52,5 | 79,5  | 52,0 | 77,8  | 157,3 |
| 30. | Elena Runggaldier          | Włochy            | b.d. | 87,0  | –    | –     | 87,0  |
| 31. | Stine Småkasin             | Norwegia          | b.d. | 78,9  | –    | –     | 78,9  |
| 32. | Nicole Hauer               | Niemcy            | b.d. | 77,1  | –    | –     | 77,1  |
| 33. | Mari Backe                 | Norwegia          | b.d. | 76,9  | –    | –     | 76,9  |
| 34. | Brittany Rhoads            | Stany Zjednoczone | b.d. | 72,0  | –    | –     | 72,0  |
| 35. | Franziska Moser            | Niemcy            | b.d. | 70,9  | –    | –     | 70,9  |
| 36. | Valentine Prucker          | Włochy            | b.d. | 61,3  | –    | –     | 61,3  |
| 37. | Nika Kepič                 | Słowenia          | b.d. | 57,3  | –    | –     | 57,3  |
| 38. | Hanna Vorhofer             | Austria           | b.d. | 53,6  | –    | –     | 57,3  |
| 39. | Steffi Reischl             | Niemcy            | b.d. | 29,4  | –    | –     | 29,4  |

### Klingenthal

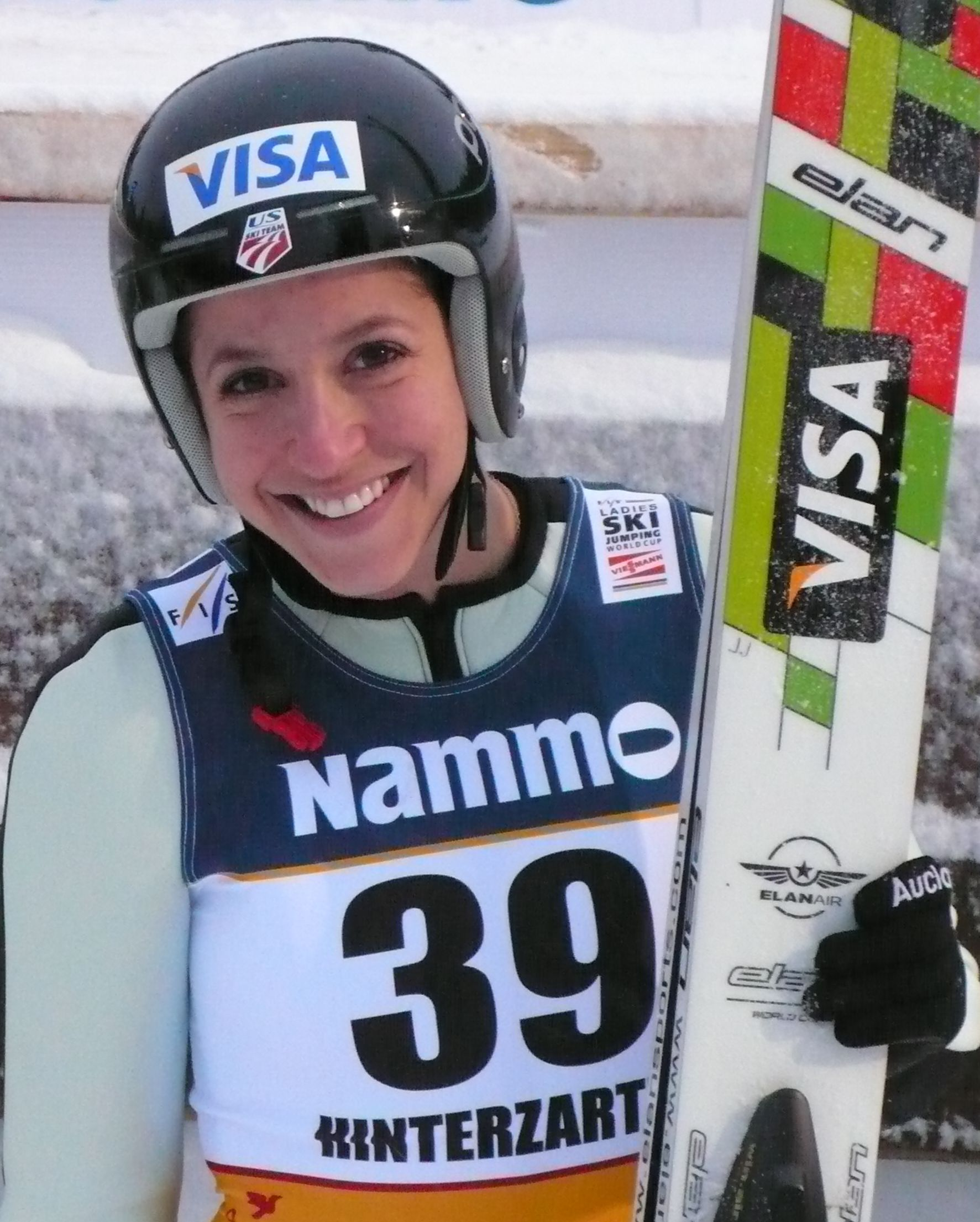
Jessica Jerome – zwyciężczyni zmagań drużynowych z Meinerzhagen, trzecia zawodniczka konkursów indywidualnych w Bischofshofen, Klingenthal i Pöhli oraz druga zawodniczka klasyfikacji generalnej

Dwa dni po rozpoczynającym FIS Sommer Ladies Tournee 2005 konkursie w Bischofshofen przeprowadzone zostały drugie indywidualne zawody, tym razem na skoczni Vogtlandschanze (K-80). W pierwszej serii żadnej zawodniczce nie udało się uzyskać odległości równej lub powyżej punktu konstrukcyjnego. Najdalej skoczyły Norweżka Anette Sagen i Czeszka Vladěna Pustková, które uzyskały 78,5 metra, co było wynikiem o siedem i pół metra krótszym niż rekord skoczni. Katie Willis i Atsuko Tanaka, uzyskały drugą odległość pierwszej serii (78,0 m), jednak pierwsza z Kanadyjek otrzymała lepsze noty za styl. Notę powyżej 100 punktów uzyskały jeszcze: Brenna Ellis (104,5 pkt), Katja Požun (101,0 pkt), Jessica Jerome (100,5 pkt). Po pierwszej serii Willis, dzięki lepszym notom za styl, klasyfikowała się na pierwszym miejscu z przewagą punktu nad Sagen. Trzecia była Pustková, z przewagą punktu nad Tanaką.
W serii finałowej Lindsey Van i Katie Willis (80,0 m), jako jedynym zawodniczkom, udało się uzyskać odległość równą punktowi konstrukcyjnemu. Prowadząca po pierwszej serii Kanadyjka, wobec słabszych skoków bezpośrednich rywalek, utrzymała pozycję w klasyfikacji łącznej konkursu. Amerykanka, która w pierwszej serii po skoku na 75,5 metra zaliczyła podpórkę, przez co klasyfikowała się na szesnastym miejscu, jednak dzięki najdalszemu skokowi, i najlepszym notom za styl w konkursie, awansowała o 10 miejsc klasyfikując się ostatecznie na szóstej pozycji. Line Jahr uzyskała drugą odległość drugiej serii, dzięki czemu ósma po pierwszej serii Austriaczka awansowała na piąte miejsce w klasyfikacji łącznej konkursu. Siódma po pierwszej serii Jessica Jerome (78,5 m) uzyskała drugą notę drugiej serii, przy podobnych notach za styl co jej koleżanka z kadry, co pozwoliło jej na awans na najniższy stopień podium drugiego konkursu FSLT. Sklasyfikowana na trzecim miejscu po pierwszej serii Czeszka Pustková, została zdyskwalifikowana w drugiej serii. Wygrała Willis z przewagą 5,0 punktów przed Sagen i 6,5 nad Jerome.
Z konkursu została zdyskwalifikowana Austriaczka Jacqueline Seifriedsberger oraz w drugiej serii Vladěna Pustková.
Zawodniczki w pierwszej i drugiej serii skakały z czternastej belki startowej. Podczas zawodów było pochmurnie, temperatura powietrza w czasie pierwszej kolejki skoków wynosiła 12,5 °C, a w czasie drugiej 11,6 °C.

#### Wyniki zawodów (09.08.2005)
| 1.  | Katie Willis       | Kanada            | 78,0 | 108,5 | 80,0 | 109,5 | 218,0 |
| 2.  | Anette Sagen       | Norwegia          | 78,5 | 107,5 | 78,0 | 105,5 | 213,0 |
| 3.  | Jessica Jerome     | Stany Zjednoczone | 74,5 | 100,5 | 78,5 | 111,0 | 211,5 |
| 4.  | Atsuko Tanaka      | Kanada            | 78,0 | 105,5 | 76,0 | 105,0 | 210,5 |
| 5.  | Line Jahr          | Norwegia          | 74,5 | 99,5  | 79,5 | 109,0 | 208,5 |
| 6.  | Brenna Ellis       | Stany Zjednoczone | 76,0 | 104,5 | 73,0 | 97,0  | 201,5 |
| 6.  | Lindsey Van        | Stany Zjednoczone | 75,5 | 87,5  | 80,0 | 114,0 | 201,5 |
| 8.  | Abby Hughes        | Stany Zjednoczone | 73,0 | 97,0  | 74,5 | 100,5 | 197,5 |
| 9.  | Lisa Demetz        | Włochy            | 73,5 | 98,0  | 72,0 | 98,0  | 193,0 |
| 10. | Katja Požun        | Słowenia          | 75,0 | 101,0 | 70,0 | 90,0  | 191,0 |
| 11. | Melanie Faißt      | Niemcy            | 72,5 | 92,0  | 74,0 | 98,5  | 190,5 |
| 12. | Yoshiko Kasai      | Japonia           | 72,5 | 93,0  | 74,5 | 97,0  | 190,0 |
| 12. | Maja Vtič          | Słowenia          | 70,0 | 90,5  | 73,5 | 99,5  | 190,0 |
| 14. | Juliane Seyfarth   | Niemcy            | 69,0 | 87,5  | 74,0 | 99,5  | 187,0 |
| 15. | Kristin Schmidt    | Niemcy            | 72,0 | 91,0  | 72,5 | 92,5  | 183,5 |
| 16. | Elena Runggaldier  | Włochy            | 68,0 | 86,0  | 68,0 | 86,0  | 172,0 |
| 16. | Eva Logar          | Słowenia          | 71,5 | 92,5  | 65,0 | 79,5  | 172,0 |
| 18. | Alissa Johnson     | Stany Zjednoczone | 67,5 | 83,0  | 69,5 | 88,5  | 171,5 |
| 19. | Anja Tepeš         | Słowenia          | 61,0 | 70,0  | 74,0 | 96,0  | 166,0 |
| 20. | Lisa Rexhäuser     | Niemcy            | 65,0 | 78,0  | 68,5 | 86,5  | 164,5 |
| 21. | Mari Backe         | Norwegia          | 61,0 | 70,0  | 66,0 | 82,5  | 152,5 |
| 22. | Stefanie Krieg     | Niemcy            | 60,0 | 67,0  | 67,0 | 83,0  | 150,0 |
| 23. | Stine Småkasin     | Norwegia          | 60,0 | 63,5  | 68,5 | 83,5  | 147,0 |
| 24. | Katrin Stefaner    | Austria           | 59,5 | 67,0  | 65,0 | 79,5  | 146,5 |
| 25. | Roberta D’Agostina | Włochy            | 62,0 | 73,0  | 59,0 | 65,5  | 138,5 |
| 26. | Magdalena Schnurr  | Niemcy            | 59,0 | 63,0  | 60,5 | 69,0  | 132,0 |
| 27. | Monika Pogladič    | Słowenia          | 58,0 | 59,5  | 62,0 | 69,0  | 128,5 |
| 28. | Barbara Stuffer    | Włochy            | 54,0 | 54,5  | 59,5 | 67,0  | 121,5 |
| 29. | Franziska Moser    | Niemcy            | 54,0 | 50,0  | 58,0 | 58,5  | 108,5 |
| 30. | Vladěna Pustková   | Czechy            | 78,5 | 106,5 | DSQ  | DSQ   | 106,5 |
| 31. | Valentine Prucker  | Włochy            | 53,0 | 47,5  | –    | –     | 47,5  |
| 32. | Nika Kepič         | Słowenia          | 48,0 | 36,5  | –    | –     | 36,5  |

### Pöhla

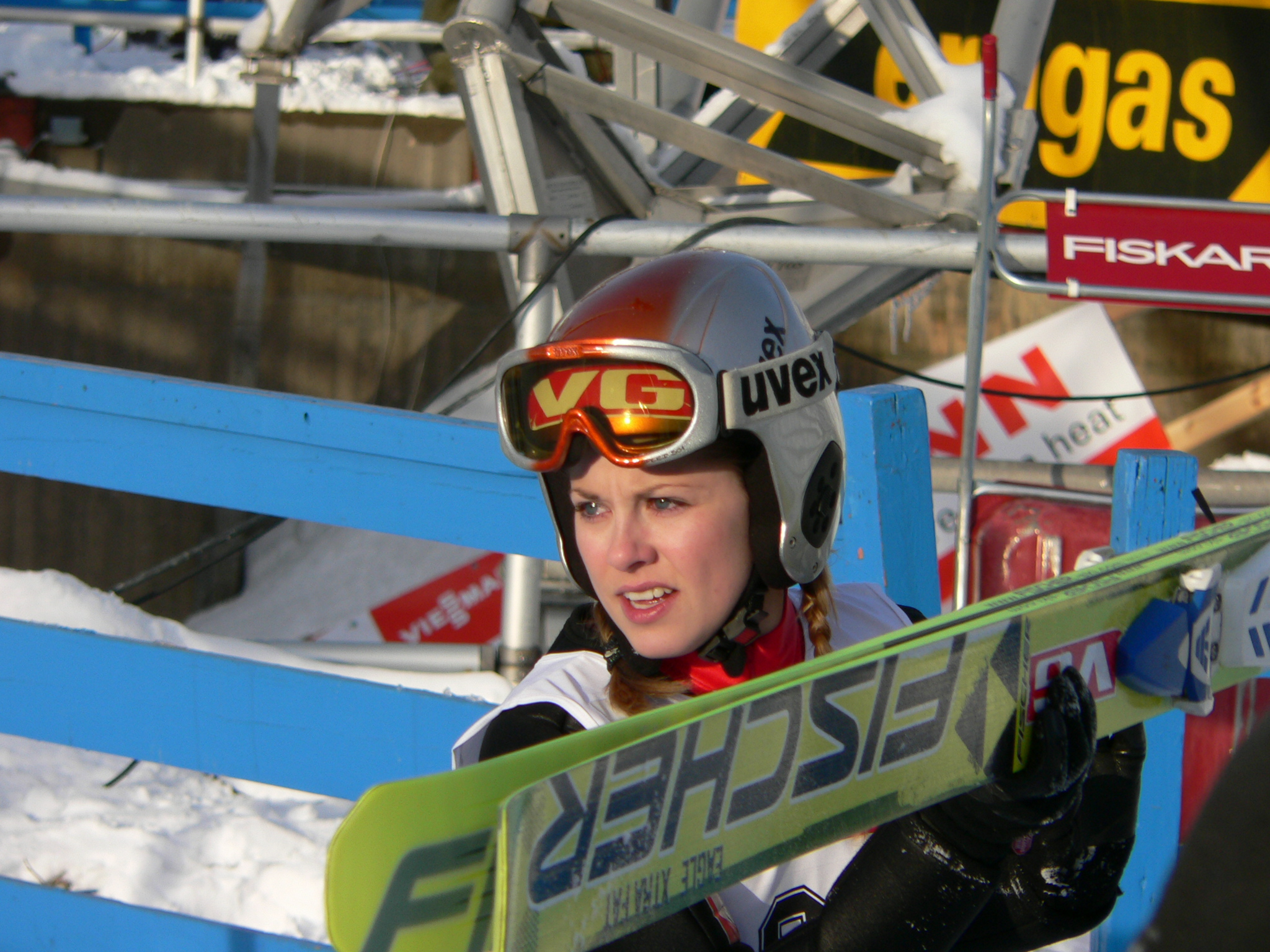
Anette Sagen – zwyciężczyni zawodów indywidualnych w Pöhli i Meinerzhagen, druga zawodniczka konkursów w Bischofshofen i Klingenthal oraz zwyciężczyni klasyfikacji generalnej turnieju

Dwa dni po konkursie w Klingenthal przeprowadzony został trzeci indywidualny konkurs FSLT, na Pöhlbachschanze (K-60) w Pöhli. Wystartowały w nim trzydzieści trzy zawodniczki. W pierwszej serii trzem skoczkiniom udało się uzyskać odległość równą lub powyżej punktu konstrukcyjnego. Były to Norweżki Anette Sagen (62,5 m) i Line Jahr (60,5 m) oraz Amerykanka Jessica Jerome (60,5 m). Najlepsze noty za styl uzyskała Jahr, jednak dzięki o dwa metry lepszemu skokowi Sagen uplasowała się na pierwszym miejscu po pierwszej serii, tuż za nią była jej rodaczka. Po pierwszej serii plasująca się na trzecim miejscu Amerykanka, miała 0,5 punktu straty do Jahr, i 2,3 punktu do Sagen.
W drugiej serii osiem skoczkiń osiągnęło odległość 60-metrową. Pierwszą, która tego dokonała, była dwunasta po pierwszej turze skoków Maja Vtič, która wylądowała pół metra za punktem konstrukcyjnym, podobną odległość uzyskała Yoshiko Kasai. Rezultat ten został poprawiony przez Melanie Faißt i Lindsey Van, obie skoczyły po 61 metrów. Te wyniki poprawiły plasujące się na pierwszych trzech pozycjach po pierwszej serii zawodniczki, czyli Anette Sagen (63,5 m), Jessice Jerome (62,5 m) i Line Jahr (61,5 m). Amerykance, która poprawiła o dwa metry uzyskaną w pierwszej serii odległość, zabrakło 0,1 punkt, aby wyprzedzić Norweżkę Jahr, która dzięki lepszym notom za styl utrzymała drugą pozycję w klasyfikacji końcowej. Wygrała Sagen z przewagą 3,1 punktu nad Jahr, i o 3,2 Jerome.
Z konkursu została zdyskwalifikowana Kanadyjka Katie Willis.
Zawodniczki w pierwszej serii skakały z dziewiątej belki startowej, a w drugiej z dziesiątej. Podczas zawodów było słonecznie, temperatura powietrza wynosiła 17,0 °C.

#### Wyniki zawodów (11.08.2005)
| 1.  | Anette Sagen               | Norwegia          | 62,5 | 117,0 | 63,5 | 119,4 | 236,4 |
| 2.  | Line Jahr                  | Norwegia          | 60,5 | 115,2 | 61,5 | 118,1 | 233,3 |
| 3.  | Jessica Jerome             | Stany Zjednoczone | 60,5 | 114,7 | 62,5 | 118,5 | 233,2 |
| 4.  | Lindsey Van                | Stany Zjednoczone | 58,0 | 108,2 | 61,0 | 116,4 | 224,6 |
| 5.  | Yoshiko Kasai              | Japonia           | 58,5 | 107,7 | 60,5 | 115,2 | 222,9 |
| 5.  | Abby Hughes                | Stany Zjednoczone | 58,5 | 108,9 | 60,0 | 114,0 | 222,9 |
| 7.  | Melanie Faißt              | Niemcy            | 58,0 | 106,7 | 61,0 | 114,4 | 221,1 |
| 8.  | Maja Vtič                  | Słowenia          | 56,5 | 104,6 | 60,5 | 115,2 | 219,8 |
| 9.  | Jacqueline Seifriedsberger | Austria           | 57,5 | 108,0 | 59,0 | 111,6 | 219,6 |
| 10. | Brenna Ellis               | Stany Zjednoczone | 58,0 | 108,2 | 58,0 | 107,7 | 215,9 |
| 11. | Juliane Seyfarth           | Niemcy            | 57,0 | 105,3 | 58,5 | 109,9 | 215,2 |
| 12. | Alissa Johnson             | Stany Zjednoczone | 57,0 | 104,3 | 58,5 | 108,9 | 213,2 |
| 13. | Lisa Rexhäuser             | Niemcy            | 56,5 | 100,6 | 58,0 | 107,7 | 208,3 |
| 14. | Kristin Schmidt            | Niemcy            | 56,5 | 103,1 | 57,0 | 104,3 | 207,4 |
| 15. | Vladěna Pustková           | Czechy            | 56,0 | 100,4 | 58,0 | 106,7 | 207,1 |
| 16. | Lisa Demetz                | Włochy            | 57,0 | 105,3 | 55,0 | 99,0  | 204,3 |
| 17. | Atsuko Tanaka              | Kanada            | 55,5 | 97,7  | 57,5 | 106,5 | 204,2 |
| 18. | Anja Tepeš                 | Słowenia          | 55,5 | 100,7 | 55,5 | 100,2 | 200,9 |
| 18. | Katja Požun                | Słowenia          | 55,5 | 97,2  | 58,0 | 103,7 | 200,9 |
| 20. | Eva Logar                  | Słowenia          | 55,0 | 96,0  | 57,0 | 103,8 | 199,8 |
| 21. | Monika Pogladič            | Słowenia          | 55,0 | 99,0  | 55,5 | 100,2 | 199,2 |
| 22. | Elena Runggaldier          | Włochy            | 52,5 | 91,5  | 54,5 | 97,3  | 188,8 |
| 23. | Magdalena Schnurr          | Niemcy            | 52,0 | 90,8  | 55,0 | 97,5  | 188,3 |
| 24. | Stine Småkasin             | Norwegia          | 52,0 | 87,3  | 56,5 | 99,1  | 186,4 |
| 25. | Mari Backe                 | Norwegia          | 52,5 | 92,5  | 53,0 | 92,7  | 185,2 |
| 26. | Stefanie Krieg             | Niemcy            | 50,5 | 85,7  | 54,5 | 96,8  | 182,5 |
| 27. | Barbara Stuffer            | Włochy            | 53,0 | 92,2  | 52,0 | 89,3  | 181,5 |
| 28. | Katrin Stefaner            | Austria           | 51,0 | 87,9  | 52,0 | 90,3  | 178,2 |
| 29. | Roberta D’Agostina         | Włochy            | 48,0 | 79,2  | 53,5 | 92,9  | 172,1 |
| 30. | Franziska Moser            | Niemcy            | 49,0 | 76,6  | 52,0 | 83,8  | 160,4 |
| 31. | Valentine Prucker          | Włochy            | 46,5 | 72,1  | –    | –     | 72,1  |
| 32. | Nika Kepič                 | Słowenia          | 45,0 | 70,5  | –    | –     | 70,5  |

### Meinerzhagen

#### Pierwszy konkurs (drużynowy)

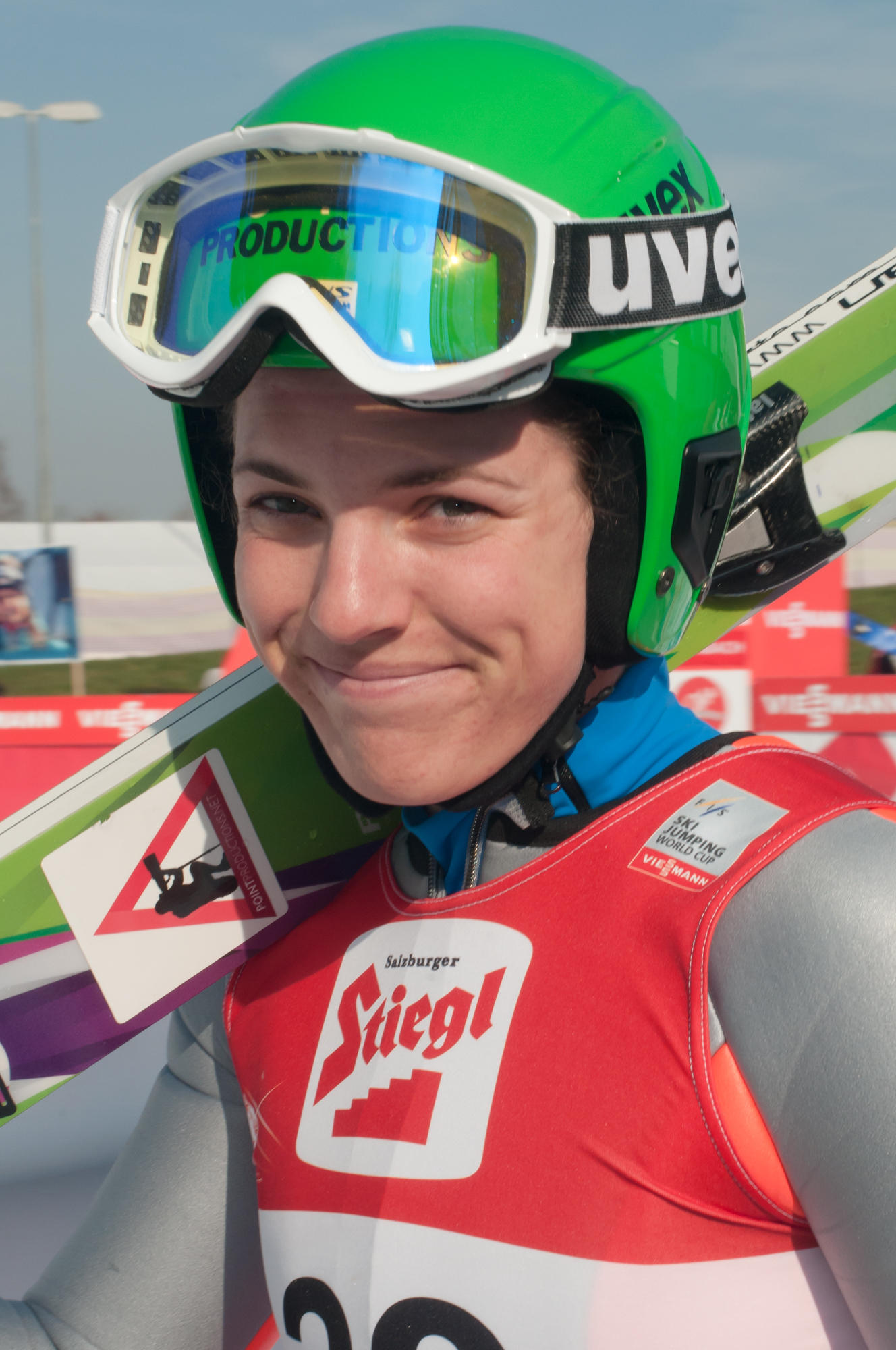
Abby Hughes – zwyciężczyni konkursu drużynowego w Meinerzhagen, wraz z reprezentacją Stanów Zjednoczonych

Czwartą konkurencją piątej edycji FIS Sommer Ladies Tournee były zawody drużynowe na skoczni średniej w Meinerzhagen, które odbyły się 13 sierpnia. W konkursie wystartowało dziesięć drużyn – osiem reprezentacji narodowych i dwie drużyny mieszane. Indywidualnie najlepszy wynik zanotowała reprezentantka Stanów Zjednoczonych – Lindsey Van (240,3 pkt), która uzyskała o 4,3 punktu wyższą notę od koleżanki z kadry Jessiki Jerome. Trzecią notę uzyskała Anette Sagen (235,3 pkt), która wyprzedziła rodaczkę Line Jahr (232,3). Dwunastą i szesnastą notę uzyskały pozostałe reprezentantki Stanów Zjednoczonych Ellis i Hughes, co pozwoliło na pewną wygraną, z ponad 48 punkową przewagą nad mieszaną drużyną Kanady, Japonii i Stanów Zjednoczonych, jednak ta drużyna startowała poza konkurencją, zatem drugie miejsce w klasyfikacji przypadło Słowenkom. Trzecią lokatę zajęła pierwsza reprezentacja Niemiec w składzie: Rexhäuser, Faißt, Seyfarth, Schmidt.
W drugiej drużynie austriackiej do konkursu zgłoszone zostały 3 zawodniczki, natomiast w trzecim zespole Niemiec tylko dwie.

##### Wyniki zawodów (13.08.2004)
| Miejsce     | Reprezentacja                                           | Zawodniczka                | Nota zawodniczki | Nota zespołu |                   |                |       |       |
| ----------- | ------------------------------------------------------- | -------------------------- | ---------------- | ------------ | ----------------- | -------------- | ----- | ----- |
| Miejsce     | Reprezentacja                                           | Zawodniczka                | 1.               | Nota zespołu | Stany Zjednoczone | Lindsey Van    | 240,3 | 908,4 |
| Miejsce     | Reprezentacja                                           | Zawodniczka                | 1.               | Nota zespołu | Stany Zjednoczone | Jessica Jerome | 236,0 | 908,4 |
| Miejsce     | Reprezentacja                                           | Zawodniczka                | 1.               | Nota zespołu | Stany Zjednoczone | Brenna Ellis   | 218,0 | 908,4 |
| Abby Hughes | 214,1                                                   |                            | 1.               |              | Stany Zjednoczone |                |       | 908,4 |
| –           | Drużyna mieszana I (Kanada, Japonia, Stany Zjednoczone) | Katie Willis               | 224,7            | 860,4        |                   |                |       |       |
| –           | Drużyna mieszana I (Kanada, Japonia, Stany Zjednoczone) | Alissa Johnson             | 222,9            | 860,4        |                   |                |       |       |
| –           | Drużyna mieszana I (Kanada, Japonia, Stany Zjednoczone) | Yoshiko Kasai              | 206,7            | 860,4        |                   |                |       |       |
| –           | Drużyna mieszana I (Kanada, Japonia, Stany Zjednoczone) | Atsuko Tanaka              | 206,1            | 860,4        |                   |                |       |       |
| 2.          | Słowenia                                                | Maja Vtič                  | 225,0            | 860,3        |                   |                |       |       |
| 2.          | Słowenia                                                | Eva Logar                  | 217,7            | 860,3        |                   |                |       |       |
| 2.          | Słowenia                                                | Monika Pogladič            | 213,2            | 860,3        |                   |                |       |       |
| 2.          | Słowenia                                                | Katja Požun                | 204,4            | 860,3        |                   |                |       |       |
| 3.          | Niemcy I                                                | Lisa Rexhäuser             | 221,0            | 841,9        |                   |                |       |       |
| 3.          | Niemcy I                                                | Melanie Faißt              | 217,4            | 841,9        |                   |                |       |       |
| 3.          | Niemcy I                                                | Juliane Seyfarth           | 215,7            | 841,9        |                   |                |       |       |
| 3.          | Niemcy I                                                | Kristin Schmidt            | 187,8            | 841,9        |                   |                |       |       |
| 4.          | Norwegia                                                | Anette Sagen               | 235,3            | 841,6        |                   |                |       |       |
| 4.          | Norwegia                                                | Line Jahr                  | 232,3            | 841,6        |                   |                |       |       |
| 4.          | Norwegia                                                | Stine Småkasin             | 190,1            | 841,6        |                   |                |       |       |
| 4.          | Norwegia                                                | Mari Backe                 | 183,9            | 841,6        |                   |                |       |       |
| 5.          | Włochy                                                  | Elena Runggaldier          | 222,8            | 787,5        |                   |                |       |       |
| 5.          | Włochy                                                  | Lisa Demetz                | 219,5            | 787,5        |                   |                |       |       |
| 5.          | Włochy                                                  | Barbara Stuffer            | 180,8            | 787,5        |                   |                |       |       |
| 5.          | Włochy                                                  | Roberta D’Agostina         | 164,4            | 787,5        |                   |                |       |       |
| 6.          | Niemcy II                                               | Andrea Temme               | 211,7            | 758,1        |                   |                |       |       |
| 6.          | Niemcy II                                               | Nicole Hauer               | 194,5            | 758,1        |                   |                |       |       |
| 6.          | Niemcy II                                               | Magdalena Schnurr          | 184,9            | 758,1        |                   |                |       |       |
| 6.          | Niemcy II                                               | Stefanie Krieg             | 167,0            | 758,1        |                   |                |       |       |
| –           | Drużyna mieszana I (Czechy, Włochy, Słowenia)           | Vladěna Pustková           | 220,2            | 724,9        |                   |                |       |       |
| –           | Drużyna mieszana I (Czechy, Włochy, Słowenia)           | Anja Tepeš                 | 208,3            | 724,9        |                   |                |       |       |
| –           | Drużyna mieszana I (Czechy, Włochy, Słowenia)           | Valentine Prucker          | 156,4            | 724,9        |                   |                |       |       |
| –           | Drużyna mieszana I (Czechy, Włochy, Słowenia)           | Nika Kepič                 | 140,0            | 724,9        |                   |                |       |       |
| 7.          | Austria                                                 | Jacqueline Seifriedsberger | 195,9            | 489,4        |                   |                |       |       |
| 7.          | Austria                                                 | Katrin Stefaner            | 175,0            | 489,4        |                   |                |       |       |
| 7.          | Austria                                                 | Hanna Vorhofer             | 118,5            | 489,4        |                   |                |       |       |
| 8.          | Niemcy III                                              | Jasmin Hentschel           | 163,7            | 313,7        |                   |                |       |       |
| 8.          | Niemcy III                                              | Franziska Moser            | 150,0            | 313,7        |                   |                |       |       |

#### Drugi konkurs (indywidualny)

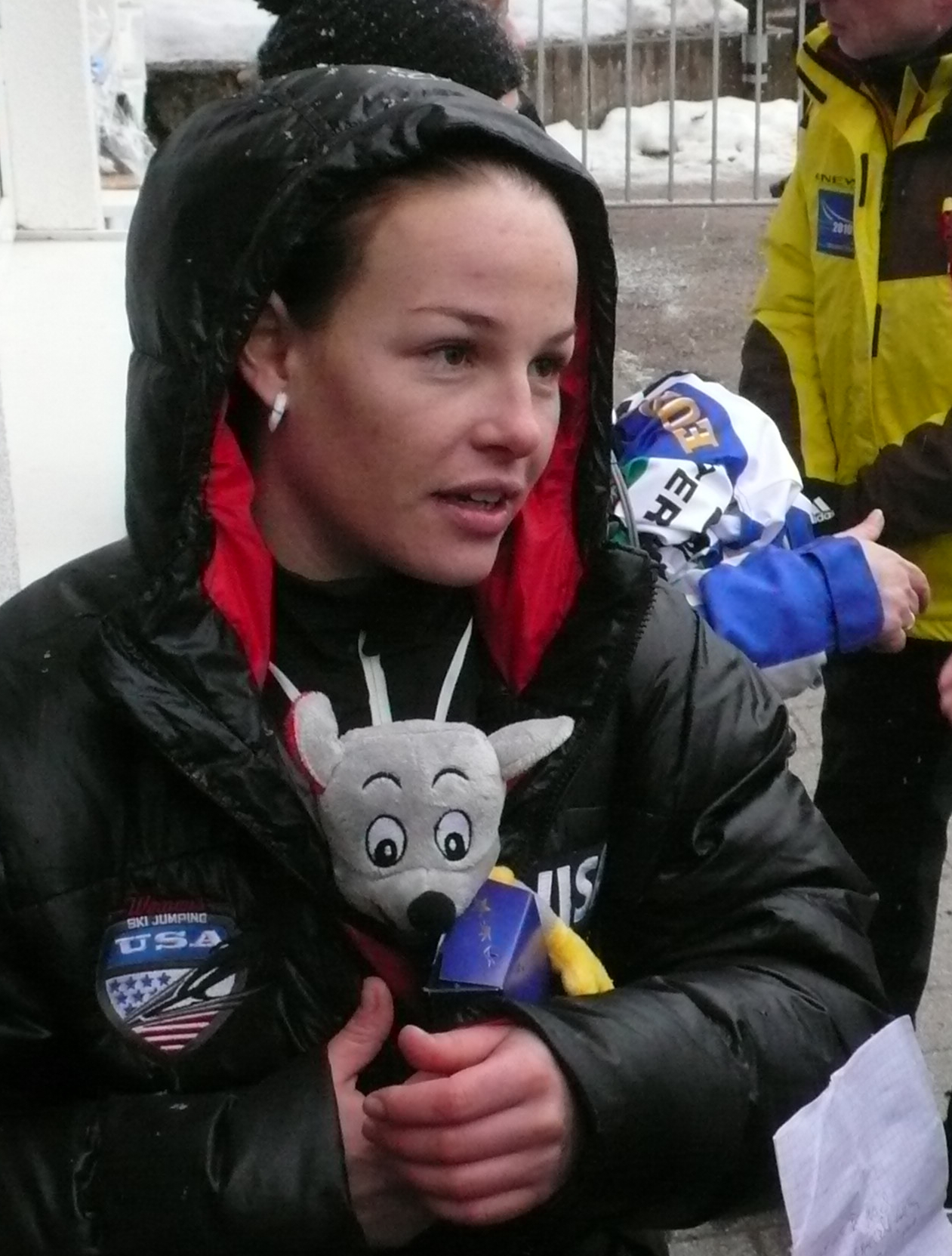
Lindsey Van – zwyciężczyni zawodów drużynowych w Meinerzhagen, trzecia zawodniczka ostatniego konkursu indywidualnego oraz czwarta zawodniczka klasyfikacji generalnej

Ostatni z konkursów indywidualnych, przeprowadzony w ramach FIS Sommer Ladies Tournee, odbył się na obiekcie średnim w Meinerzhagen. W pierwszej serii konkursowej osiemnastu zawodniczkom udało się osiągnąć odległość równą lub powyżej punktu konstrukcyjnego umieszczonego na 62 metrze. Najdalej lądowała Anette Sagen, która skoczyła 65,5 metra. Pół metra bliżej lądowała Lisa Demetz, przy czym Włoszka uzyskała lepsze noty za styl niż Norweżka, co pozwoliło zbliżyć się na 0,2 punktu do Norweżki, pomimo słabszej odległości. Nieco słabsze odległości uzyskały Amerykanki Lindsey Van (64,5 m) i Jessica Jerome (64,0 m) oraz Słowenka Eva Logar (64,0 m). Pierwsza z Amerykanek uzyskała lepsze noty za styl od rywalek, dzięki czemu pomimo słabszej odległości uplasowała się na trzeciej pozycji, wyprzedzając o 2,8 punktu rywalkę z kadry. Po pierwszej serii liderką była Sagen, na drugim miejscu uplasowała się Demetz.
Jako pierwsza w serii finałowej notę za skok powyżej 120 punktów uzyskała piąta po pierwszej serii Maja Vtič, która skoczyła 66,0 metrów. Skacząca po Słowence Jessica Jerome uzyskała o pół metra słabszy rezultat niż w pierwszej serii, co pozwoliło na awans Vtič o jedną pozycję w klasyfikacji. Jako trzecia od końca skakała Lindsey Van, która dzięki 65,5-metrowemu skokowi postawiła wysoko poprzeczkę dla skaczącej po niej Włoszce. Lisa Demetz uzyskała taką samą odległość co Amerykanka, przy nieco słabszych notach, jednak przewaga z pierwszej serii pozwoliła na obronę pozycji z przewagą 0,4 punktu. Podobnie jak w pierwszej serii, najlepszą odległość oraz notę uzyskała Norweżka Anette Sagen (67,0 m), i wygrała cały konkurs z 4,8 punktu przewagi nad Demetz i 5,2 nad Van.
W ramach zawodów rozegrano także mistrzostwa Niemiec w skokach narciarskich. Mistrzynią kraju została Melanie Faißt (6. w konkursie), srebrny medal wywalczyła Juliane Seyfarth (11.), a na najniższym stopniu podium stanęła Lisa Rexhäuser (16.).

##### Wyniki zawodów (14.08.2005)
| 1.  | Anette Sagen               | Norwegia          | 65,5 | 122,9 | 67,0 | 126,0 | 248,9 |
| 2.  | Lisa Demetz                | Włochy            | 65,0 | 122,7 | 65,5 | 121,4 | 244,1 |
| 3.  | Lindsey Van                | Stany Zjednoczone | 64,0 | 119,8 | 65,5 | 123,9 | 243,7 |
| 4.  | Maja Vtič                  | Słowenia          | 62,5 | 116,2 | 66,0 | 124,6 | 240,8 |
| 5.  | Jessica Jerome             | Stany Zjednoczone | 64,5 | 117,0 | 64,0 | 118,8 | 235,8 |
| 6.  | Melanie Faißt              | Niemcy            | 62,5 | 112,7 | 64,0 | 118,3 | 231,0 |
| 7.  | Eva Logar                  | Słowenia          | 64,0 | 114,8 | 62,5 | 113,2 | 228,0 |
| 8.  | Alissa Johnson             | Stany Zjednoczone | 61,5 | 110,3 | 62,5 | 114,7 | 225,0 |
| 9.  | Line Jahr                  | Norwegia          | 61,5 | 110,8 | 62,0 | 114,0 | 224,8 |
| 10. | Katie Willis               | Kanada            | 63,0 | 113,9 | 61,5 | 110,8 | 224,7 |
| 11. | Juliane Seyfarth           | Niemcy            | 61,0 | 110,1 | 61,5 | 112,8 | 222,9 |
| 12. | Yoshiko Kasai              | Japonia           | 62,0 | 112,0 | 62,0 | 110,0 | 222,0 |
| 13. | Brenna Ellis               | Stany Zjednoczone | 60,5 | 107,9 | 62,0 | 113,5 | 221,4 |
| 14. | Jacqueline Seifriedsberger | Austria           | 61,0 | 109,6 | 60,5 | 109,9 | 219,5 |
| 15. | Vladěna Pustková           | Czechy            | 61,0 | 108,6 | 61,0 | 108,6 | 217,2 |
| 16. | Lisa Rexhäuser             | Niemcy            | 60,0 | 107,2 | 60,0 | 106,7 | 213,9 |
| 17. | Monika Pogladič            | Słowenia          | 57,0 | 98,5  | 61,0 | 110,1 | 208,6 |
| 18. | Katja Požun                | Słowenia          | 61,0 | 105,6 | 59,5 | 102,0 | 207,6 |
| 19. | Andrea Temme               | Niemcy            | 57,0 | 97,5  | 60,5 | 108,9 | 206,4 |
| 19. | Kristin Schmidt            | Niemcy            | 59,0 | 103,8 | 58,5 | 102,6 | 206,4 |
| 21. | Anja Tepeš                 | Słowenia          | 56,5 | 95,3  | 60,5 | 107,9 | 203,2 |
| 22. | Barbara Stuffer            | Włochy            | 58,0 | 100,4 | 56,5 | 96,3  | 196,7 |
| 23. | Stine Småkasin             | Norwegia          | 58,0 | 97,9  | 58,5 | 98,6  | 196,5 |
| 24. | Atsuko Tanaka              | Kanada            | 55,5 | 94,4  | 59,0 | 100,8 | 195,2 |
| 25. | Elena Runggaldier          | Włochy            | 58,5 | 102,6 | 53,0 | 86,4  | 189,0 |
| 26. | Mari Backe                 | Norwegia          | 56,0 | 96,1  | 55,0 | 92,7  | 188,8 |
| 27. | Nicole Hauer               | Niemcy            | 54,0 | 90,3  | 53,5 | 89,1  | 179,4 |
| 28. | Katrin Stefaner            | Austria           | 53,5 | 87,6  | 52,5 | 85,7  | 173,3 |
| 29. | Roberta D’Agostina         | Włochy            | 53,5 | 88,1  | 52,5 | 83,2  | 171,3 |
| 30. | Abby Hughes                | Stany Zjednoczone | 61,0 | 88,1  | –    | –     | 88,1  |
| 31. | Magdalena Schnurr          | Niemcy            | 51,5 | 82,8  | –    | –     | 82,8  |
| 32. | Stefanie Krieg             | Niemcy            | 51,0 | 82,6  | –    | –     | 82,6  |
| 33. | Franziska Moser            | Niemcy            | 52,0 | 79,5  | –    | –     | 79,5  |
| 34. | Jasmin Hentschel           | Niemcy            | 49,0 | 75,8  | –    | –     | 75,8  |
| 35. | Valentine Prucker          | Włochy            | 49,0 | 73,8  | –    | –     | 73,8  |
| 36. | Nika Kepič                 | Słowenia          | 46,5 | 69,3  | –    | –     | 69,3  |

## Klasyfikacja generalna turnieju
Poniżej znajduje się końcowa klasyfikacja FIS Sommer Ladies Tournee 2005, na którą składają się noty z czterech konkursów indywidualnych. Łącznie w tej edycji FIS Sommer Ladies Tournee sklasyfikowanych zostało 41 zawodniczek z dziewięciu państw.
| Miejsce | Zawodniczka                | Bischofshofen | Klingenthal | Pöhla      | Meinerzhagen | Punkty | Strata do liderki |
| ------- | -------------------------- | ------------- | ----------- | ---------- | ------------ | ------ | ----------------- |
| 01.     | Anette Sagen               | 251,7 (2)     | 213,0 (2)   | 236,4 (1)  | 248,9 (1)    | 950,0  | 0–                |
| 02.     | Jessica Jerome             | 245,6 (3)     | 211,5 (3)   | 233,2 (3)  | 235,8 (5)    | 926,1  | 23,9              |
| 03.     | Line Jahr                  | 252,5 (1)     | 208,5 (5)   | 233,3 (2)  | 224,8 (9)    | 919,1  | 30,9              |
| 04.     | Lindsey Van                | 241,6 (4)     | 201,5 (6)   | 224,6 (4)  | 243,7 (3)    | 911,4  | 38,6              |
| 05.     | Maja Vtič                  | 240,9 (5)     | 190,0 (12)  | 219,8 (8)  | 240,8 (4)    | 891,5  | 58,5              |
| 06.     | Yoshiko Kasai              | 227,9 (6)     | 190,0 (12)  | 222,9 (5)  | 222,0 (12)   | 862,8  | 87,2              |
| 07.     | Melanie Faißt              | 216,4 (10)    | 190,5 (11)  | 221,1 (7)  | 231,0 (6)    | 859,0  | 91,0              |
| 08.     | Lisa Demetz                | 208,8 (13)    | 193,0 (9)   | 204,3 (16) | 244,1 (2)    | 850,2  | 99,8              |
| 09.     | Juliane Seyfarth           | 224,7 (8)     | 187,0 (14)  | 215,2 (11) | 222,9 (11)   | 849,8  | 100,2             |
| 10.     | Brenna Ellis               | 197,9 (17)    | 201,5 (6)   | 215,9 (10) | 221,4 (13)   | 836,7  | 113,3             |
| 11.     | Alissa Johnson             | 207,3 (14)    | 171,5 (18)  | 213,2 (12) | 225,0 (8)    | 817,0  | 133,0             |
| 12.     | Kristin Schmidt            | 204,1 (15)    | 183,5 (15)  | 207,4 (14) | 206,4 (19)   | 801,4  | 148,6             |
| 13.     | Eva Logar                  | 198,6 (16)    | 172,0 (16)  | 199,8 (20) | 228,0 (7)    | 798,4  | 151,6             |
| 14.     | Atsuko Tanaka              | 171,6 (25)    | 210,5 (4)   | 204,2 (17) | 195,2 (24)   | 781,5  | 168,5             |
| 15.     | Katja Požun                | 176,3 (22)    | 191,0 (10)  | 200,9 (18) | 207,6 (18)   | 775,8  | 174,2             |
| 16.     | Lisa Rexhäuser             | 175,8 (24)    | 164,5 (20)  | 208,3 (13) | 213,9 (16)   | 762,5  | 187,5             |
| 17.     | Anja Tepeš                 | 186,0 (19)    | 166,0 (19)  | 200,9 (18) | 203,2 (21)   | 756,1  | 193,9             |
| 18.     | Vladěna Pustková           | 215,4 (11)    | 106,5 (30)  | 207,1 (15) | 217,2 (15)   | 746,2  | 203,8             |
| 19.     | Abby Hughes                | 227,8 (7)     | 197,5 (8)   | 222,9 (5)  | 088,1 (30)   | 736,3  | 213,7             |
| 20.     | Monika Pogladič            | 194,6 (18)    | 128,5 (27)  | 199,2 (21) | 208,6 (17)   | 730,9  | 219,1             |
| 21.     | Katrin Stefaner            | 160,7 (28)    | 146,5 (24)  | 178,2 (28) | 173,3 (28)   | 658,7  | 291,3             |
| 22.     | Barbara Stuffer            | 157,3 (29)    | 121,5 (28)  | 181,5 (27) | 196,7 (22)   | 657,0  | 293,0             |
| 23.     | Katie Willis               | 219,6 (9)     | 218,0 (1)   |            | 224,7 (10)   | 652,3  | 297,7             |
| 24.     | Jacqueline Seifriedsberger | 212,3 (12)    |             | 219,6 (9)  | 219,5 (14)   | 651,4  | 298,6             |
| 25.     | Roberta D’Agostina         | 168,0 (27)    | 138,5 (25)  | 172,1 (29) | 171,3 (29)   | 649,9  | 300,1             |
| 26.     | Elena Runggaldier          | 087,0 (30)    | 172,0 (16)  | 188,8 (22) | 189,0 (25)   | 636,8  | 313,2             |
| 27.     | Stine Småkasin             | 078,9 (31)    | 147,0 (23)  | 186,4 (24) | 196,5 (23)   | 608,8  | 341,2             |
| 28.     | Mari Backe                 | 076,9 (33)    | 152,5 (21)  | 185,2 (25) | 188,8 (26)   | 603,4  | 346,6             |
| 29.     | Stefanie Krieg             | 176,1 (23)    | 150,0 (22)  | 182,5 (26) | 082,6 (32)   | 591,2  | 358,8             |
| 30.     | Magdalena Schnurr          | 184,2 (20)    | 132,0 (26)  | 188,3 (23) | 082,8 (31)   | 587,3  | 362,7             |
| 31.     | Franziska Moser            | 070,9 (35)    | 108,5 (29)  | 160,4 (30) | 079,5 (33)   | 419,3  | 530,7             |
| 32.     | Nicole Hauer               | 077,1 (32)    |             |            | 179,4 (27)   | 256,5  | 693,5             |
| 33.     | Valentine Prucker          | 061,3 (36)    | 047,5 (31)  | 072,1 (32) | 073,8 (35)   | 254,7  | 695,3             |
| 34.     | Nika Kepič                 | 057,3 (37)    | 036,5 (32)  | 070,5 (33) | 069,3 (36)   | 233,6  | 716,4             |
| 35.     | Andrea Temme               |               |             |            | 206,4 (19)   | 206,4  | 743,6             |
| 36.     | Verena Pock                | 179,0 (21)    |             |            |              | 179,0  | 771,0             |
| 37.     | Avery Ardovino             | 171,0 (26)    |             |            |              | 171,0  | 779,0             |
| 38.     | Hanna Vorhofer             | 053,6 (38)    |             |            | 054,2 (37)   | 107,8  | 842,2             |
| 39.     | Jasmin Hentschel           |               |             |            | 075,8 (34)   | 075,8  | 874,2             |
| 40.     | Steffi Reischl             | 029,4 (39)    |             |            | 046,2 (38)   | 075,6  | 874,4             |
| 41.     | Brittany Rhoads            | 072,0 (34)    |             |            |              | 072,0  | 878,0             |

## Składy reprezentacji
Poniższa tabela zawiera składy wszystkich dziewięciu reprezentacji, które uczestniczyły w FIS Sommer Ladies Tournee 2005. W nawiasie obok nazwy kraju podana została liczba zawodniczek z poszczególnych państw. W tabeli przedstawiono wyniki zajmowane przez zawodniczki we wszystkich konkursach oraz miejsca w poprzedniej edycji turnieju.
| Zawodniczka                | Data urodzenia       | Miejsce w FSLT 2004 | Starty w FSLT 2005 | Starty w FSLT 2005 | Starty w FSLT 2005 | Starty w FSLT 2005 | Źródło |
| Zawodniczka                | Data urodzenia       | Miejsce w FSLT 2004 | Bischofshofen      | Klingenthal        | Pöhla              | Meinerzhagen       | Źródło |
| -------------------------- | -------------------- | ------------------- | ------------------ | ------------------ | ------------------ | ------------------ | ------ |
| Austria (4)                |                      |                     |                    |                    |                    |                    |        |
| Verena Pock                | 6 grudnia 1993       | 48                  | 21                 | –                  | –                  | –                  | [ 38 ] |
| Jacqueline Seifriedsberger | 20 stycznia 1991     | 17                  | 12                 | –                  | 9                  | 14                 | [ 39 ] |
| Katrin Stefaner            | 20 stycznia 1987     | 46                  | 28                 | 24                 | 28                 | 28                 | [ 40 ] |
| Hanna Vorhofer             | 1991                 | –                   | 38                 | –                  | –                  | 37                 | [ 41 ] |
| Czechy (1)                 |                      |                     |                    |                    |                    |                    |        |
| Vladěna Pustková           | 11 lipca 1992        | 25                  | 11                 | 30                 | 15                 | 15                 | [ 42 ] |
| Japonia (1)                |                      |                     |                    |                    |                    |                    |        |
| Yoshiko Kasai              | 4 listopada 1980     | –                   | 6                  | 12                 | 5                  | 12                 | [ 43 ] |
| Kanada (2)                 |                      |                     |                    |                    |                    |                    |        |
| Atsuko Tanaka              | 25 stycznia 1992     | –                   | 25                 | 4                  | 17                 | 24                 | [ 44 ] |
| Katie Willis               | 1 maja 1991          | 14                  | 9                  | 1                  | –                  | 10                 | [ 45 ] |
| Niemcy (11)                |                      |                     |                    |                    |                    |                    |        |
| Melanie Faißt              | 12 lutego 1990       | 18                  | 10                 | 11                 | 7                  | 6                  | [ 46 ] |
| Nicole Hauer               | 9 marca 1987         | 28                  | 32                 | –                  | –                  | 27                 | [ 47 ] |
| Jasmin Hentschel           | 1987                 | –                   | –                  | –                  | –                  | 34                 | [ 48 ] |
| Stefanie Krieg             | 2 czerwca 1981       | 47                  | 23                 | 22                 | 26                 | 32                 | [ 49 ] |
| Franziska Moser            | 3 października 1989  | 54                  | 35                 | 29                 | 30                 | 33                 | [ 50 ] |
| Steffi Reischl             | 28 marca 1991        | 40                  | 39                 | –                  | –                  | 38                 | [ 51 ] |
| Lisa Rexhäuser             | 15 kwietnia 1990     | 41                  | 24                 | 20                 | 13                 | 16                 | [ 52 ] |
| Kristin Schmidt            | 18 października 1983 | 15                  | 15                 | 15                 | 14                 | 19                 | [ 53 ] |
| Magdalena Schnurr          | 25 marca 1992        | –                   | 20                 | 26                 | 23                 | 31                 | [ 54 ] |
| Juliane Seyfarth           | 19 lutego 1990       | 13                  | 8                  | 14                 | 11                 | 11                 | [ 55 ] |
| Andrea Temme               | 24 czerwca 1981      | 33                  | –                  | –                  | –                  | 19                 | [ 56 ] |
| Norwegia (4)               |                      |                     |                    |                    |                    |                    |        |
| Mari Backe                 | 11 marca 1987        | 36                  | 33                 | 21                 | 25                 | 26                 | [ 57 ] |
| Line Jahr                  | 16 stycznia 1984     | 5                   | 1                  | 5                  | 2                  | 9                  | [ 58 ] |
| Anette Sagen               | 10 stycznia 1985     | 6                   | 2                  | 2                  | 1                  | 1                  | [ 59 ] |
| Stine Småkasin             | 16 lipca 1989        | –                   | 31                 | 23                 | 24                 | 23                 | [ 60 ] |
| Słowenia (6)               |                      |                     |                    |                    |                    |                    |        |
| Eva Logar                  | 8 marca 1991         | 26                  | 16                 | 16                 | 20                 | 7                  | [ 61 ] |
| Nika Kepič                 | 5 kwietnia 1990      | 38                  | 37                 | 32                 | 33                 | 36                 | [ 62 ] |
| Monika Pogladič            | 5 kwietnia 1987      | 4                   | 18                 | 27                 | 21                 | 17                 | [ 63 ] |
| Katja Požun                | 7 kwietnia 1993      | 42                  | 22                 | 10                 | 18                 | 18                 | [ 64 ] |
| Anja Tepeš                 | 27 lutego 1991       | 31                  | 19                 | 19                 | 18                 | 21                 | [ 65 ] |
| Maja Vtič                  | 27 stycznia 1988     | 19                  | 5                  | 12                 | 8                  | 4                  | [ 66 ] |
| Stany Zjednoczone (7)      |                      |                     |                    |                    |                    |                    |        |
| Avery Ardovino             | 13 lutego 1992       | –                   | 26                 | –                  | –                  | –                  | [ 67 ] |
| Brenna Ellis               | 13 marca 1988        | 22                  | 17                 | 6                  | 10                 | 13                 | [ 68 ] |
| Abby Hughes                | 21 czerwca 1989      | 8                   | 7                  | 8                  | 5                  | 30                 | [ 69 ] |
| Jessica Jerome             | 8 lutego 1987        | –                   | 3                  | 3                  | 3                  | 5                  | [ 70 ] |
| Alissa Johnson             | 28 maja 1987         | 9                   | 14                 | 18                 | 12                 | 8                  | [ 71 ] |
| Brittany Rhoads            | 12 lutego 1989       | –                   | 34                 | –                  | –                  | –                  | [ 72 ] |
| Lindsey Van                | 27 listopada 1984    | 2                   | 4                  | 6                  | 4                  | 3                  | [ 73 ] |
| Włochy (5)                 |                      |                     |                    |                    |                    |                    |        |
| Lisa Demetz                | 21 maja 1989         | 10                  | 13                 | 9                  | 16                 | 2                  | [ 74 ] |
| Roberta D’Agostina         | 17 sierpnia 1991     | 34                  | 27                 | 25                 | 29                 | 29                 | [ 75 ] |
| Valentine Prucker          | 13 marca 1989        | 32                  | 36                 | 31                 | 32                 | 35                 | [ 76 ] |
| Elena Runggaldier          | 10 lipca 1990        | 20                  | 30                 | 16                 | 22                 | 25                 | [ 77 ] |
| Barbara Stuffer            | 7 września 1989      | 23                  | 29                 | 28                 | 27                 | 22                 | [ 78 ] |

## Klasyfikacja Pucharu Kontynentalnego po zakończeniu turnieju
Po rozegraniu konkursów FIS Sommer Ladies Tournee na prowadzeniu w Pucharze Kontynentalnym była Anette Sagen, która o 106 punktów wyprzedzała Line Jahr i o 135 punktów – Jessice Jerome. Poniżej znajduje się klasyfikacja generalna Pucharu Kontynentalnego po przeprowadzeniu czterech konkursów indywidualnych.
| Klasyfikacja generalna PK po FIS Sommer Ladies Tournee | Klasyfikacja generalna PK po FIS Sommer Ladies Tournee | Klasyfikacja generalna PK po FIS Sommer Ladies Tournee | Klasyfikacja generalna PK po FIS Sommer Ladies Tournee | Klasyfikacja generalna PK po FIS Sommer Ladies Tournee |
| Miejsce                                                | Zawodniczka                                            | Reprezentacja                                          | Punkty                                                 | Strata do liderki                                      |
| ------------------------------------------------------ | ------------------------------------------------------ | ------------------------------------------------------ | ------------------------------------------------------ | ------------------------------------------------------ |
| 1.                                                     | Anette Sagen                                           | Norwegia                                               | 360                                                    | –                                                      |
| 2.                                                     | Line Jahr                                              | Norwegia                                               | 254                                                    | 106                                                    |
| 3.                                                     | Jessica Jerome                                         | Stany Zjednoczone                                      | 225                                                    | 135                                                    |
| 4.                                                     | Lindsey Van                                            | Stany Zjednoczone                                      | 200                                                    | 160                                                    |
| 5.                                                     | Katie Willis                                           | Kanada                                                 | 155                                                    | 205                                                    |
| 6.                                                     | Maja Vtič                                              | Słowenia                                               | 149                                                    | 211                                                    |
| 7.                                                     | Lisa Demetz                                            | Włochy                                                 | 144                                                    | 216                                                    |
| 8.                                                     | Yoshiko Kasai                                          | Japonia                                                | 129                                                    | 231                                                    |
| 9.                                                     | Melanie Faißt                                          | Niemcy                                                 | 126                                                    | 234                                                    |
| 10.                                                    | Abby Hughes                                            | Stany Zjednoczone                                      | 114                                                    | 246                                                    |
| 11.                                                    | Brenna Ellis                                           | Stany Zjednoczone                                      | 100                                                    | 260                                                    |
| 12.                                                    | Juliane Seyfarth                                       | Niemcy                                                 | 98                                                     | 262                                                    |
| 13.                                                    | Alissa Johnson                                         | Stany Zjednoczone                                      | 85                                                     | 275                                                    |
| 14.                                                    | Eva Logar                                              | Słowenia                                               | 77                                                     | 283                                                    |
| 14.                                                    | Atsuko Tanaka                                          | Kanada                                                 | 77                                                     | 283                                                    |
| 16.                                                    | Jacqueline Seifriedsberger                             | Austria                                                | 69                                                     | 291                                                    |
| 17.                                                    | Kristin Schmidt                                        | Niemcy                                                 | 62                                                     | 298                                                    |
| 18.                                                    | Katja Požun                                            | Słowenia                                               | 61                                                     | 304                                                    |
| 19.                                                    | Vladěna Pustková                                       | Czechy                                                 | 56                                                     | 304                                                    |
| 20.                                                    | Lisa Rexhäuser                                         | Niemcy                                                 | 53                                                     | 307                                                    |
| 21.                                                    | Anja Tepeš                                             | Słowenia                                               | 47                                                     | 313                                                    |
| 22.                                                    | Monika Pogladič                                        | Słowenia                                               | 41                                                     | 319                                                    |
| 23.                                                    | Elena Runggaldier                                      | Włochy                                                 | 30                                                     | 330                                                    |
| 24.                                                    | Magdalena Schnurr                                      | Niemcy                                                 | 24                                                     | 336                                                    |
| 25.                                                    | Stine Småkasin                                         | Norwegia                                               | 23                                                     | 337                                                    |
| 26.                                                    | Stefanie Krieg                                         | Austria                                                | 22                                                     | 338                                                    |
| 27.                                                    | Mari Backe                                             | Norwegia                                               | 21                                                     | 339                                                    |
| 28.                                                    | Barbara Stuffer                                        | Włochy                                                 | 18                                                     | 342                                                    |
| 29.                                                    | Katrin Stefaner                                        | Austria                                                | 16                                                     | 344                                                    |
| 30.                                                    | Roberta D’Agostina                                     | Włochy                                                 | 14                                                     | 346                                                    |
| 31.                                                    | Andrea Temme                                           | Niemcy                                                 | 12                                                     | 348                                                    |
| 32.                                                    | Verena Pock                                            | Austria                                                | 10                                                     | 350                                                    |
| 33.                                                    | Avery Ardovino                                         | Stany Zjednoczone                                      | 5                                                      | 355                                                    |
| 34.                                                    | Nicole Hauer                                           | Niemcy                                                 | 4                                                      | 356                                                    |
| 35.                                                    | Franziska Moser                                        | Niemcy                                                 | 3                                                      | 357                                                    |
| 36.                                                    | Valentine Prucker                                      | Włochy                                                 | 1                                                      | 359                                                    |